# Valdealvillo
Valdealvillo es una entidad local menor española de la provincia de Soria, partido judicial de Almazán, comunidad autónoma de Castilla y León.
Pueblo de la comarca de Tierras del Burgo que pertenece al municipio de Rioseco de Soria.

## Geografía
La localidad se encuentra en la margen derecha del río Abión.

## Historia
A la caída del Antiguo Régimen la localidad se constituye en municipio constitucional en la región de Castilla la Vieja, partido de Almazán, que en el censo de 1842 contaba con 21 hogares y 82 vecinos, para posteriormente integrarse en Rioseco de Soria.
La localidad aparece descrita en el decimoquinto volumen del Diccionario geográfico-estadístico-histórico de España y sus posesiones de Ultramar de Pascual Madoz de la siguiente manera:

VAL DE ALBILLO: l. con ayunt. en la prov. de Soria (7 leg.), part. jud. de Almazan (6), aud. terr. y c. g. de Burgos (24), dióc. de Osma (3). sit. á la márg. der. del r. Avion, libre á la influencia de todos los vientos, con buena ventilacion y saludable clima. Tiene 46 casas; la consistorial; 2 posadas; escuela de instruccion primaria á cargo de un maestro dotado con 100 rs. y 4 fan. de trigo; una igl. parr. (San Miguel Arcángel) aneja de la de Torralba. Confina el térm. con los de Muriel de la Fuente, Avioncillo, Torre de Blacos, La Mercadera y Torralba: el terreno, fertilizado por el Avion, con un puente de madera, es de buena calidad; comprende un monte de enebros, sabinas y otros arbustos, que surten de leña al vecindario. caminos: los locales y la carretera de Soria al Burgo, en donde se recibe y despacha el correo. prod.: trigo, cebada, centeno, avena, cáñamo, patatas, verduras, yeros, garbanzos y otras legumbres; se cria ganado lanar y cabrio; hay caza menor, y en el Avion pesca de truchas y anguilas. ind.: la agricola y un molino harinero. comercio: esportacion del sobrante de frutos é importacion de los art. que faltan. pobl.: 21 vec., 82 alm. cap. imp.: 22,726 rs. 3 mrs.
(Madoz, 1849, p. 255)

## Demografía
Valdealvillo contaba a 1 de enero de 2010 con una población de 22 habitantes, 13 hombres y 9 mujeres.
| Gráfica de evolución demográfica de Valdealvillo entre 2000 y 2010                               |
|                                                                                                  |
| Población de derecho (2000-2010) según los censos de población del INE a 1 de enero de cada año. |

## Patrimonio

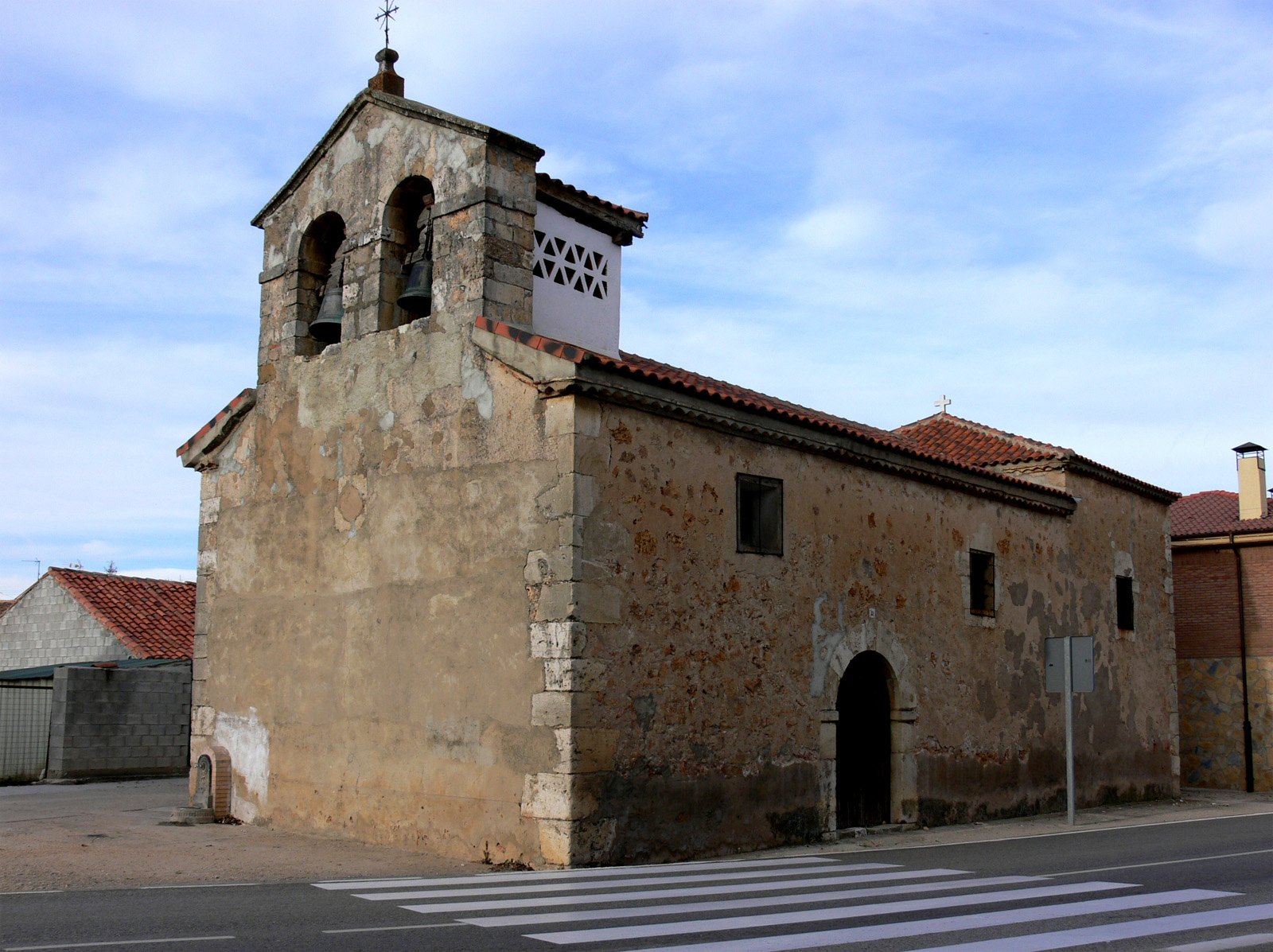
Iglesia de San Miguel

En la localidad hay una iglesia bajo la advocación de San Miguel Arcángel.